# آفتون
آفتون (به انگلیسی: Offton) یک روستا و محله مدنی در بریتانیا است که در Mid Suffolk واقع شده‌است. آفتون ۳۵۸ نفر جمعیت دارد.